# Norwegischer Fußballpokal der Männer 1979
Der norwegische Fußballpokal 1979 (kurz auch NM-Cup 1979 genannt) war die 74. Austragung des Fußballpokalwettbewerbs der Männer. Pokalsieger wurde Viking Stavanger. Das Team setzte sich im Finale mit 2:1 gegen den SK Haugar durch. Viking hatte sich eine Woche zuvor schon den Meistertitel gesichert und startete deshalb im Europapokal der Landesmeister. Der Startplatz für den Europapokal der Pokalsieger 1980/81 ging dadurch an den unterlegenen Pokalfinalisten.

## 1. Runde
| Datum      |                     | Ergebnis  |                      |
| ---------- | ------------------- | --------- | -------------------- |
| 28.05.1979 | Rosenborg Trondheim | 5:0       | FK Kvik Trondheim    |
|            | Brevik IL           | 1:4       | Mjøndalen IF         |
| 30.05.1979 | Arna TIL            | 1:2       | Brann Bergen         |
|            | Asker SK            | 0:2       | Kongsvinger IL       |
|            | Bergsøy IL          | 3:3 n. V. | SK Rollon            |
|            | Bærum SK            | 1:3 n. V. | Brumunddal IL        |
|            | SBK Drafn           | 0:2       | Storms BK            |
|            | Egersunds IK        | 0:3       | Bryne FK             |
|            | Eidsvold Turn       | 1:0 n. V. | Åssiden IF           |
|            | Finstadbru IF       | 2:4 n. V. | Sarpsborg FK         |
|            | Fram Larvik         | 5:0       | Herkules IF          |
|            | Faaberg IL          | 3:4 n. V. | Raufoss IL           |
|            | FK Gjøvik Lyn       | 0:3       | Vålerenga Oslo       |
|            | Ham-Kam             | 5:1       | Hamar IL             |
|            | FK Jerv             | 2:1       | FK Vigør             |
|            | Jevnaker IF         | 0:1       | Lillehammer FK       |
|            | IL Jotun            | 1:0       | Sogndal IL           |
|            | Kabelvåg IL         | 1:1 n. V. | FK Mjølner           |
|            | Kjelsås IL          | 2:3       | Eik IF               |
|            | Klepp IL            | 1:0       | FK Donn              |
|            | Kristiansund FK     | 3:0       | Clausenengen FK      |
|            | FK Landsås          | 1:2       | SFK Bodø-Glimt       |
|            | Lillestrøm SK       | 4:0       | Grorud IL            |
|            | Lyngen IL           | 4:1       | Kautokeino IL        |
|            | Lærdal IL           | 2:3       | Dale IL Fjaler       |
|            | Lørenskog IF        | 0:4       | Skeid Oslo           |
|            | Magnor IL           | 1:4       | Moss FK              |
|            | Mo IL               | 2:1       | FK Saltdalkameratene |
|            | Molde FK            | 1:0       | SK Træff             |
|            | Mosjøen IL          | 4:1       | IL Stålkameratene    |
|            | Neset FK            | 3:0       | IL Sverre            |
|            | SK Nessegutten      | 3:0       | Namsos IL            |
|            | Oppsal IF           | 1:3       | FK Ørn               |
|            | Os TF               | 1:0       | FK Hald              |
|            | IF Pors             | 3:1       | SK Stag              |
|            | Røros IL            | 1:0 n. V. | Folldal IF           |
|            | IL Sandviken        | 0:3 n. V. | SK Haugar            |
|            | SBK Skiold          | 1:2       | Strømsgodset IF      |
|            | Sola FK             | 1:1 n. V. | Stavanger IF         |
|            | SK Sprint-Jeløy     | 1:4       | Larvik Turn          |
|            | Start Kristiansand  | 1:0       | Vindbjart FK         |
|            | Steinberg IF        | 1:0       | Aurskog IL           |
|            | IL Stjørdals-Blink  | 3:1       | SK Freidig           |
|            | Stord IL            | 1:0       | SK Baune             |
|            | Strindheim IL       | 3:1       | Flå IL               |
|            | Strømmen IF         | 1:2       | Kvik Halden FK       |
|            | Sunndal IL          | 1:0       | SK Falken            |
|            | Teie IF             | 1:5       | Frigg Oslo FK        |
|            | Tistedalen TIF      | 0:4       | Fredrikstad FK       |
|            | Tornado FK          | 2:1       | Eid IL               |
|            | Tromsø IL           | 7:0       | Sørild BK            |
|            | SK Tryggkameratene  | 1:3 n. V. | Steinkjer FK         |
|            | Tynset IF           | 2:1       | Brekken IL           |
|            | Vang IL             | 0:1       | Ullensaker/Kisa IL   |
|            | SK Vard Haugesund   | 0:1       | SK Djerv 1919        |
|            | IL Varegg           | 3:0       | Ny-Krohnborg IL      |
|            | FK Vidar            | 1:0       | SK Ulf               |
|            | Vigrestad IK        | 0:2       | IL Brodd             |
|            | Viking Stavanger    | 5:0       | Mosterøy IL          |
|            | Ørje IL             | 0:1       | Sander IL            |
|            | Ørsta IL            | 3:1       | IL Hødd              |
|            | Aalesunds FK        | 0:1       | Skarbøvik IF         |
| 31.05.1979 | SK Snøgg            | 2:2 n. V. | Odds BK              |
| 01.06.1979 | Grue IL             | 1:2       | SFK Lyn Oslo         |

### Wiederholungsspiele
| Datum      |              | Ergebnis  |             |
| ---------- | ------------ | --------- | ----------- |
| 06.06.1979 | FK Mjølner   | 6:2       | Kabelvåg IL |
|            | Odds BK      | 2:1       | SK Snøgg    |
|            | SK Rollon    | 1:2 n. V. | Bergsøy IL  |
|            | Stavanger IF | 0:2       | Sola FK     |

## 2. Runde
| Datum      |                     | Ergebnis  |                    |
| ---------- | ------------------- | --------- | ------------------ |
| 29.06.1979 | Brann Bergen        | 6:1       | IL Jotun           |
| 04.07.1979 | Rosenborg Trondheim | 4:1       | Tynset IF          |
|            | Sarpsborg FK        | 0:2       | SFK Lyn Oslo       |
| 05.07.1979 | Bergsøy IL          | 3:1       | Ørsta IL           |
|            | IL Brodd            | 0:4       | Klepp IL           |
|            | Brumunddal IL       | 3:4 n. V. | Raufoss IL         |
|            | Bryne FK            | 3:0       | FK Vidar           |
|            | Dale IL Fjaler      | 0:3       | IL Varegg          |
|            | SK Djerv 1919       | 1:3 n. V. | Os TF              |
|            | Eik IF              | 1:0       | Fram Larvik        |
|            | SK Haugar           | 5:2       | Stord IL           |
|            | FK Jerv             | 0:1       | Start Kristiansand |
|            | Kongsvinger IL      | 1:2       | Fredrikstad FK     |
|            | Kristiansund FK     | 1:2       | Molde FK           |
|            | Kvik Halden FK      | 1:0       | Frigg Oslo FK      |
|            | Larvik Turn         | 2:1       | Skeid Oslo         |
|            | Lillehammer FK      | 3:1       | Røros IL           |
|            | Lyngen IL           | 0:3       | Tromsø IL          |
|            | FK Mjølner          | 2:0       | SFK Bodø-Glimt     |
|            | Mjøndalen IF        | 3:0       | Strømsgodset IF    |
|            | Mo IL               | 3:0       | Mosjøen IL         |
|            | Moss FK             | 8:1       | Steinberg IF       |
|            | Neset FK            | 0:2       | SK Nessegutten     |
|            | Sander IL           | 1:4       | Lillestrøm SK      |
|            | Skarbøvik IF        | 2:0       | Tornado FK         |
|            | Sola FK             | 0:4       | Viking Stavanger   |
|            | Steinkjer FK        | 1:0       | IL Stjørdals-Blink |
|            | Storms BK           | 1:3       | IF Pors            |
|            | Sunndal IL          | 0:2       | Strindheim IL      |
|            | Ullensaker/Kisa IL  | 2:0       | Ham-Kam            |
|            | Vålerenga Oslo      | 0:1       | Eidsvold Turn      |
|            | FK Ørn              | 4:0       | Odds BK            |

## 3. Runde
| Datum      |                    | Ergebnis  |                     |
| ---------- | ------------------ | --------- | ------------------- |
| 24.07.1979 | SK Nessegutten     | 3:0       | Mo IL               |
| 25.07.1979 | Fredrikstad FK     | 1:0 n. V. | Kvik Halden FK      |
|            | SFK Lyn Oslo       | 3:1       | Larvik Turn         |
|            | Lillestrøm SK      | 3:0       | Eik IF              |
|            | Eidsvold Turn      | 1:1 n. V. | Mjøndalen IF        |
|            | Lillehammer FK     | 1:0       | Moss FK             |
|            | Raufoss IL         | 4:1       | Ullensaker/Kisa IL  |
|            | IF Pors            | 0:1       | Bryne FK            |
|            | Start Kristiansand | 3:1       | FK Ørn              |
|            | Klepp IL           | 0:1 n. V. | Viking Stavanger    |
|            | Os TF              | 1:1 n. V. | SK Haugar           |
|            | IL Varegg          | 1:3 n. V. | Brann Bergen        |
|            | Bergsøy IL         | 1:3       | Rosenborg Trondheim |
|            | Molde FK           | 4:2       | Skarbøvik IF        |
|            | Strindheim IL      | 3:1       | Steinkjer FK        |
|            | Tromsø IL          | 1:2       | FK Mjølner          |

### Wiederholungsspiele
| Datum      |               | Ergebnis  |               |
| ---------- | ------------- | --------- | ------------- |
| 02.08.1979 | Mjøndalen IF  | 1:1 n. V. | Eidsvold Turn |
|            | SK Haugar     | 1:0       | Os TF         |
| 08.08.1979 | Eidsvold Turn | 2:3 n. V. | Mjøndalen IF  |

## 4. Runde
| Datum      |                  | Ergebnis  |                     |
| ---------- | ---------------- | --------- | ------------------- |
| 12.08.1979 | Fredrikstad FK   | 6:2 n. V. | SK Nessegutten      |
|            | Lillehammer FK   | 0:3       | Lillestrøm SK       |
|            | Mjøndalen IF     | 3:0       | SFK Lyn Oslo        |
|            | Bryne FK         | 4:0       | Molde FK            |
|            | Viking Stavanger | 1:0 n. V. | Raufoss IL          |
|            | SK Haugar        | 2:0       | Start Kristiansand  |
|            | Brann Bergen     | 2:1       | Strindheim IL       |
|            | FK Mjølner       | 3:3 n. V. | Rosenborg Trondheim |

### Wiederholungsspiel
| Datum      |                     | Ergebnis |            |
| ---------- | ------------------- | -------- | ---------- |
| 16.08.1979 | Rosenborg Trondheim | 4:2      | FK Mjølner |

## Viertelfinale
| Datum      |                     | Ergebnis |                  |
| ---------- | ------------------- | -------- | ---------------- |
| 26.08.1979 | Fredrikstad FK      | 0:3      | Mjøndalen IF     |
|            | SK Haugar           | 5:0      | Bryne FK         |
|            | Rosenborg Trondheim | 0:1      | Viking Stavanger |
| 27.08.1979 | Lillestrøm SK       | 1:2      | Brann Bergen     |

## Halbfinale
| Datum      |                  | Ergebnis |              |
| ---------- | ---------------- | -------- | ------------ |
| 23.09.1979 | Mjøndalen IF     | 1:3      | SK Haugar    |
|            | Viking Stavanger | 1:0      | Brann Bergen |

## Finale
| Viking Stavanger                            | Viking Stavanger | SK Haugar | SK Haugar |
| ------------------------------------------- | --- | --- | --------- |
| Viking Stavanger                            | \| Finale \| \| 21. Oktober 1979 in Oslo (Ullevaal-Stadion) \| \| Ergebnis: 2:1 (0:1) \| \| Zuschauer: 25.000 \| \| Schiedsrichter: Ivar Fredriksen \| \| Spielbericht \|                                                         | \| Finale \| \| 21. Oktober 1979 in Oslo (Ullevaal-Stadion) \| \| Ergebnis: 2:1 (0:1) \| \| Zuschauer: 25.000 \| \| Schiedsrichter: Ivar Fredriksen \| \| Spielbericht \|                                                  | SK Haugar |
| Viking Stavanger                            | Erik Johannessen – Bjarne Berntsen, Svein Fjælberg, Per Henriksen – Tor Reidar Brekke, Tonning Hammer, Inge Valen, Svein Kvia – Finn Einar Krogh, Trygve Johannessen, Isak Arne Refvik (87. Trond Ekholt) Cheftrainer: Tony Knapp | Steven Hopson – Rune Larsen, Leif Birkeland, Jens Egil Vikanes, Dennis Burnett – Dag Christophersen, Tor Nilsen, Terje Solberg, Harald Undahl, Øyvind Hovland (90. Åge Sørensen) – Dean Mooney Cheftrainer: Dennis Burnett | SK Haugar |
| Viking Stavanger                            | 1:1 Bjarne Berntsen (55., Elfmeter) 2:1 Jens Egil Vikanes (62., Eigentor) | 0:1 Dean Mooney (25.) | SK Haugar |
| Viking Stavanger                            | Tonning Hammer | Dag Christophersen | SK Haugar |
| Finale                                      | | |           |
| 21. Oktober 1979 in Oslo (Ullevaal-Stadion) | | |           |
| Ergebnis: 2:1 (0:1)                         | | |           |
| Zuschauer: 25.000                           | | |           |
| Schiedsrichter: Ivar Fredriksen             | | |           |
| Spielbericht                                | | |           |